# Rino Goshima
Rino Goshima (japanisch 五島 莉乃 Goshima Rino; * 29. Oktober 1997 in der Präfektur Ishikawa) ist eine japanische Leichtathletin, die sich auf den Langstreckenlauf spezialisiert hat.

## Sportliche Laufbahn
Erste internationale Erfahrungen sammelte Rino Goshima bei der Sommer-Universiade 2019 in Neapel, bei der sie in 34:04,65 min die Silbermedaille im 10.000-Meter-Lauf hinter der Chinesin Zhang Deshun gewann. 2022 startete sie bei den Weltmeisterschaften in Eugene und gelangte dort mit 32:08,68 min auf Rang 19. Im Jahr darauf wurde sie bei den Weltmeisterschaften in Budapest nach 33:20,38 min 20. über 10.000 Meter und 2024 gelangte sie bei den Olympischen Sommerspielen in Paris in 31:29,48 min 18.
2024 wurde Goshima japanische Meisterin im 10.000-Meter-Lauf.

## Persönliche Bestzeiten
- 5000 Meter: 15:13,53 min, 12. Juni 2022 in Osaka
- 10.000 Meter: 30:53,31 min, 3. Mai 2024 in Tokio
- 10-km-Straßenlauf: 30:55 min, 26. Februar 2023 in Castellón de la Plana
- Halbmarathon: 1:08:03 h, 13. Februar 2022 in Yamaguchi